# Comté de Hainaut
Pour les articles homonymes, voir Hainaut.
±880 – 1433 / 1795
Entités précédentes :
- Pagus Hainoensis

Entités suivantes :
- Département de Jemmapes

Le comté de Hainaut ou Hainau (Comitatus Hanoniæ en latin, graafschap Henegouwen en néerlandais, Grafschaft Hennegau en allemand) est un ancien comté qui relevait du Saint-Empire romain germanique et se trouvait en bordure du royaume de France.

## Histoire

### Les origines
Le territoire de comté de Hainaut fut occupé par les Nerviens avant d'être conquis par Rome durant la guerre des Gaules. Plus tard, il constitua un pagus de la Civitas Nerviorum. Sa dénomination originelle (pagus Fanomartensis) provient du nom d'une localité située dans sa partie méridionale, Famars, alors que le nom actuel dérive de celui d'une rivière qui le traverse, la Haine (Hennegau de Henne, la Haine, et Gau, comté carolingien).
Probablement encore presque couvert au XIe siècle de l'immense forêt Charbonnière, elle-même relique de l'immense forêt d'Ardenne signalée par César, il s'étendait autour des villes de Mons, Valenciennes et Cambrai. Ce ne fut qu'au VIIe siècle, après les premiers grands défrichements, que Soignies, Le Rœulx, Saint-Ghislain et d'autres villes, s'y formèrent « […] au milieu de forêts épaisses et dans de véritables déserts » (le mot désert désignant souvent à cette époque des zones boisées non habitées).
Par le traité de Verdun (843), la région revient à Lothaire Ier. L'Escaut marquait la frontière occidentale de son territoire. Mais l'empire de Lothaire ne persiste pas longtemps : il est rapidement partagé entre Louis le Germanique et Charles II le Chauve.

### Comtes mérovingiens
Selon Jacques de Guyse, le premier comte de Hainaut fut Madelgarius de Famars de Hainaut (Saint-Vincent de Soignies) (ca. 610 – 677). La charge de gouverneur du Hainaut existait cependant au VIIe siècle. Elle fut endossée par Saint Walbert, père de Waudru de Mons. Mons est fondée autour d'un oratoire érigé par Waldetrude, fille d'un intendant de Clotaire II.

### Comtes carolingiens
- 843 – 870 : probablement un comte lotharingien, mis en place par Lothaire Ier[6].
- 870 – 880 : Enguerrand Ier, comte de Gand, de Courtrai et de Tournai, placé par le roi Charles le Chauve qui vient d'annexer la Lotharingie.
- 880 – 898 : le comte de Mons et de Liège, Régnier Ier de Hainaut, fils de Gislebert de Maasgau et petit-fils de l'empereur Lothaire Ier, combat les Vikings à Mons et prend le titre de comte de Hainaut. Il construit à Mons une première forteresse. 
  - En 898, il tombe en disgrâce, et Zwentibold lui reprend le Hainaut pour le donner à Sigard.
- 898 – 920 : Sigard (mort en 920).
- 920 – 925 : Enguerrand II, parent d'Enguerrand Ier.

#### Les Régnier

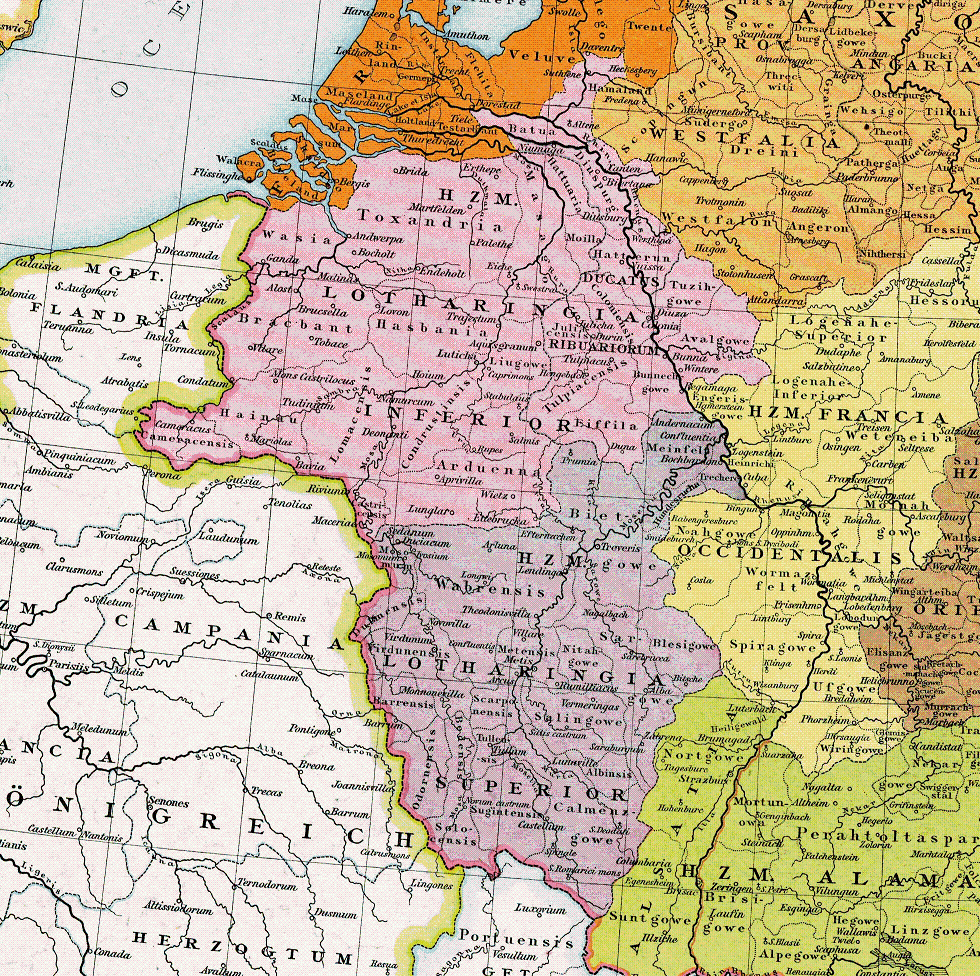
La Lotharingie divisée en pagi vers l'an 1000

Le traité de Meerssen (870) attribue le comté de Hainaut à Charles le Chauve, qui en fait en 877 un fief héréditaire de la couronne de France. Il en confia probablement le gouvernement à un certain Enguerrand, probablement originaire de Flandre. La prise de possession de la Lotharingie par Louis le Jeune en 880 dut mettre fin à cet intérim. Régnier Ier de Hainaut a certainement été en possession du Hainaut dans le dernier quart du IXe siècle. À cette époque, le pays est ravagé par les Vikings, que combat Régnier Ier de Hainaut.
Le domaine est alors assez modeste, limité au nord par la Haine, à l'ouest par l'Escaut, au sud par la ligne de partage des eaux. Il n'y avait de limite naturelle ni vers le Cambrésis, ni à l'est, où il s'arrêtait aux portes de Binche, Lobbes et Estinnes. Deux abbayes y sont présentes : Sainte-Waudru et Saint-Ghislain, mais aucune ville encore, car Mons n'est alors qu'une bourgade.
Après une brève réunification sous Charles le Gros (885-887), l'empire des Francs est à nouveau divisé. La noblesse de Lotharingie choisit de se rallier à Arnulf de Carinthie plutôt qu'à Eudes Ier de France. En 895, Arnulf rétablit le royaume de Lotharingie au profit de Zwentibold. Craignant l'établissement d'un pouvoir royal plus proche et donc plus fort, les féodaux se révoltent, menés par Régnier Ier de Hainaut, qui demande l'appui de Charles le Simple. En 898, Zwentibold frappe Régnier de disgrâce et le comté passe dans d'autres mains : celles de Sigard, comte du Luihgau. Dès l'avènement de Louis l'Enfant (899), Régnier est rentré en faveur, mais ne récupère pas le Hainaut. Zwentibold meurt au combat en 900 et le royaume de Lotharingie disparaît définitivement.

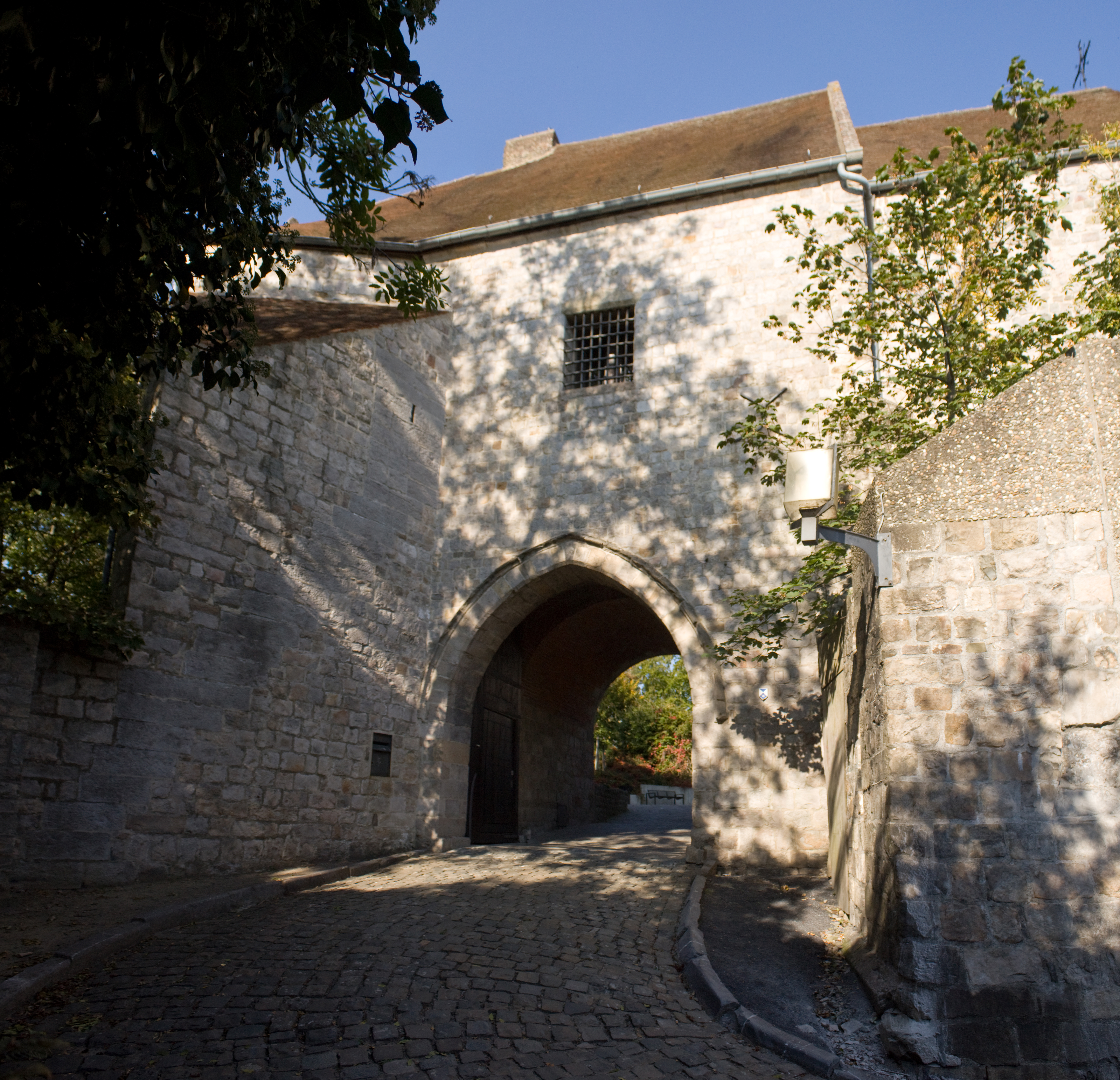
Conciergerie du château comtal de Mons (1051)

L'aîné des fils de Régnier, Gislebert, obtient le titre de duc de Lotharingie vers 928. C'est alors probablement son frère cadet, Régnier II de Hainaut, qui devient comte de Hainaut. Celui-ci se fait construire un château à Mons. Son comté est attaqué par la maison d'Ardenne, poussée par l'empereur. Régnier II est vainqueur et annexe les terres impériales des Estinnes, de Valenciennes et de Bavay et devient abbé laïc des abbayes Sainte-Waudru de Mons et Sainte-Aldegonde de Maubeuge. 

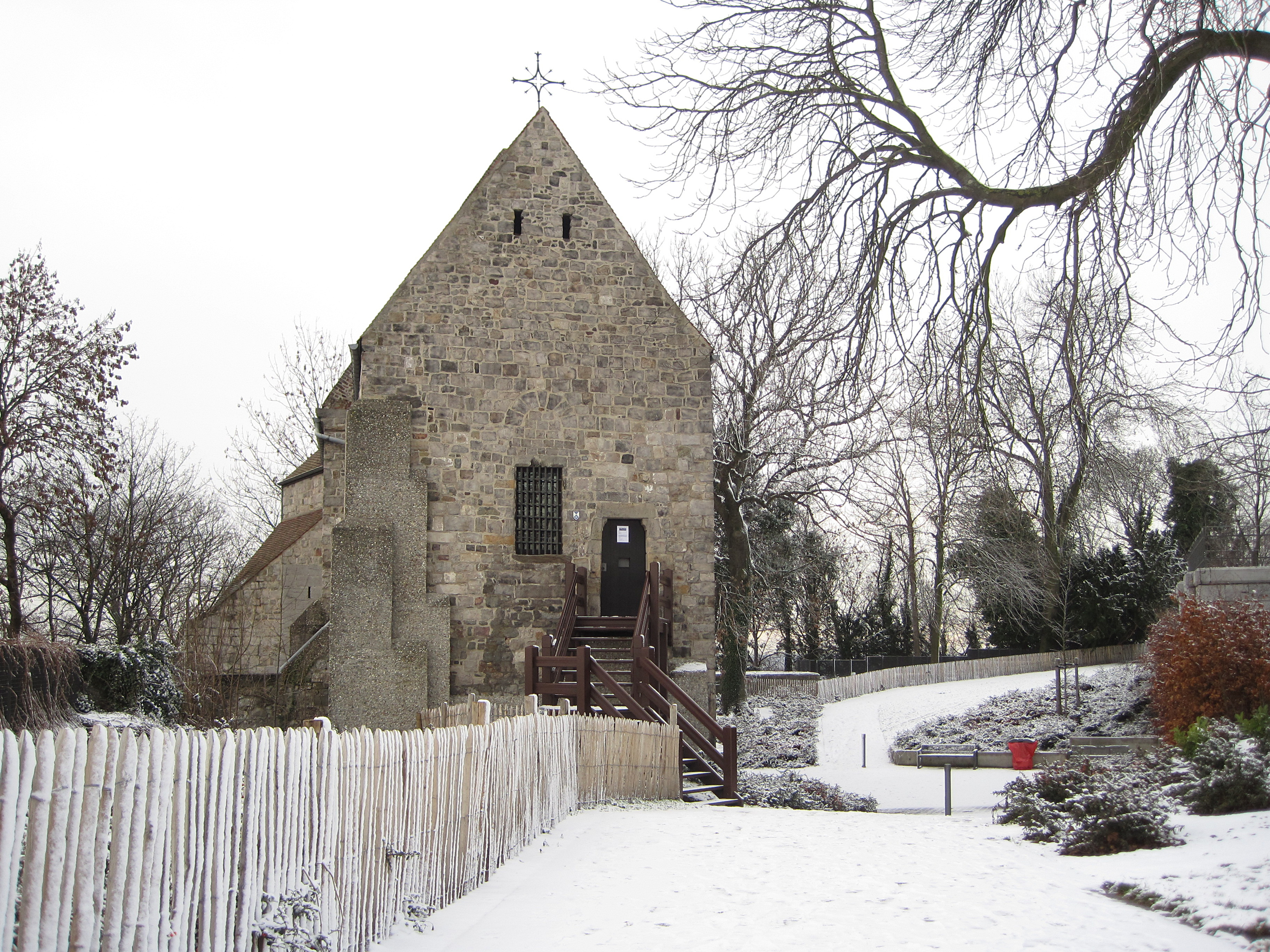
Chapelle Sainte-Calixte, Château de Mons (milieu du XIe siècle)

Vers 953, la marche de Valenciennes est détachée du comté de Hainaut par l'empereur Otton III et confiée à Amaury, gendre d'Isaac de Cambrai. Le comte de Hainaut Régnier III en prend ombrage et se révolte. Il bat Conrad le Rouge, duc de Lotharingie nommé par Otton III. En 957, Régnier III est déposé par le nouveau duc Brunon de Cologne et il subit ensuite une défaite face aux troupes impériales en 958. Il est alors dépouillé de ses biens et exilé en Bohême. Le comté de Hainaut est alors confié à Godefroy, puis à Richer. En 973, Renaud lui succède. Entre-temps, Régnier IV continue le combat de son père et sollicite l'aide du roi de France, Lothaire, qui espère rattacher la Lotharingie à son royaume. En 973 il tue Renaud et son frère Garnier. L'empereur fait alors appel à Godefroid le Captif, comte de Verdun, qu'il investit du Hainaut, alors qu'il confie la marche de Valenciennes à Arnould. Godefroy reprend le château de Mons en 974, et le garde jusqu'en 998, date à laquelle l'empereur rend le Hainaut (mais non la marche de Valenciennes) à Régnier IV. Durant ces luttes, le comté de Hainaut s'agrandit de Beaumont et Chimay (aux dépens du comté de Lomme) et de Chièvres, Soignies, Braine-le-Comte et Hal (aux dépens du comté de Brabant). Finalement, l'autorité des féodaux est reconnue par l'empereur. En 996, Régnier épouse Hedwige, fille du roi Hugues Capet, et échange les terres qu'elle apporte en dot contre le domaine de Couvin avec les moines de Saint-Germain-des-Prés. À partir du Xe siècle, les comtes de Hainaut font de Mons leur résidence principale et la ville devient leur capitale, un titre qu'elle aurait déjà reçu de Charlemagne en 804. Devenant le centre administratif du comté, Mons se développe durant les 800 ans qui suivent autour du nouveau château et du chapitre de Sainte-Waudru.

### 1071 : reféodation du comté de Hainaut

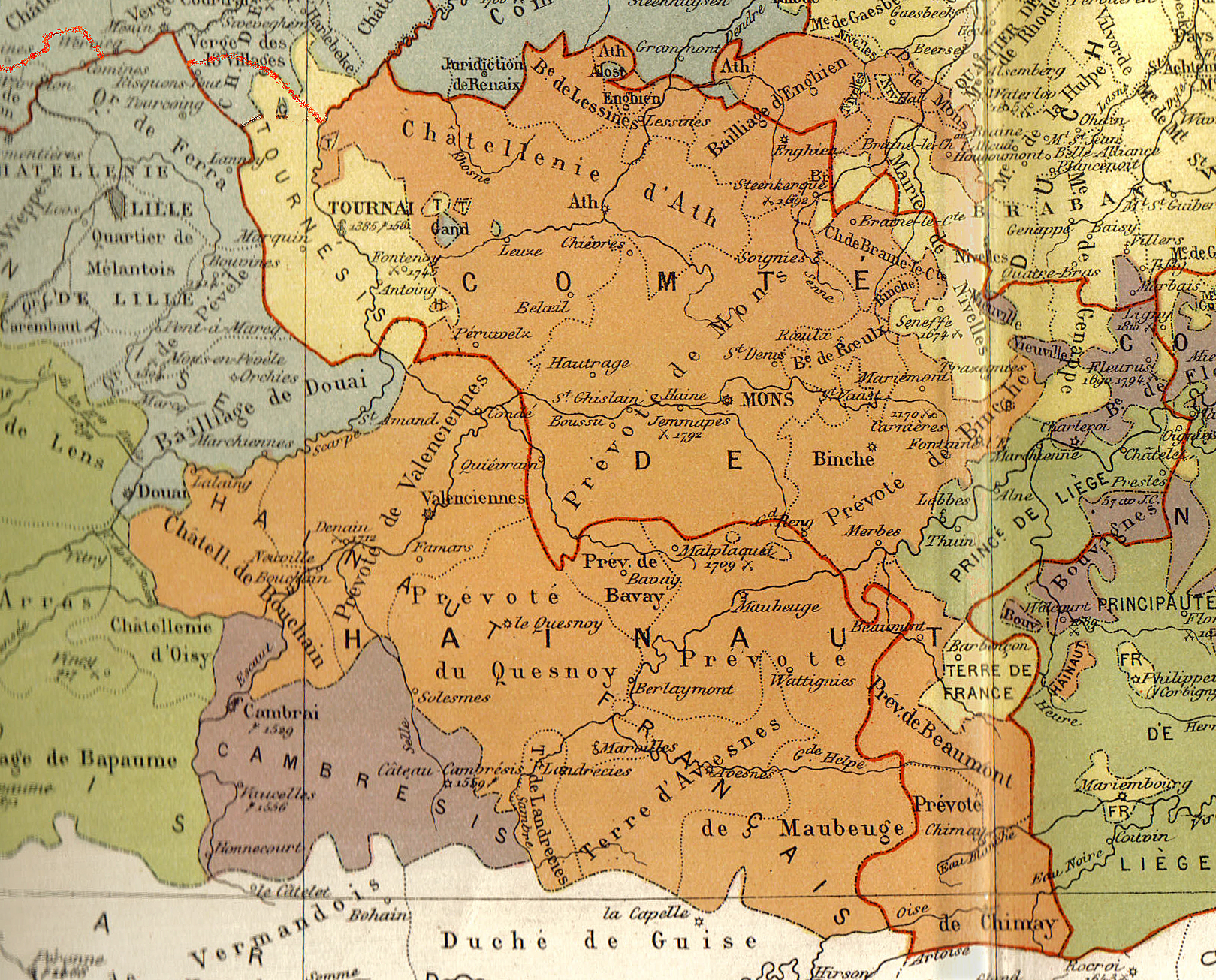
Carte du comté de Hainaut

### De la maison de Flandre aux États bourguignons

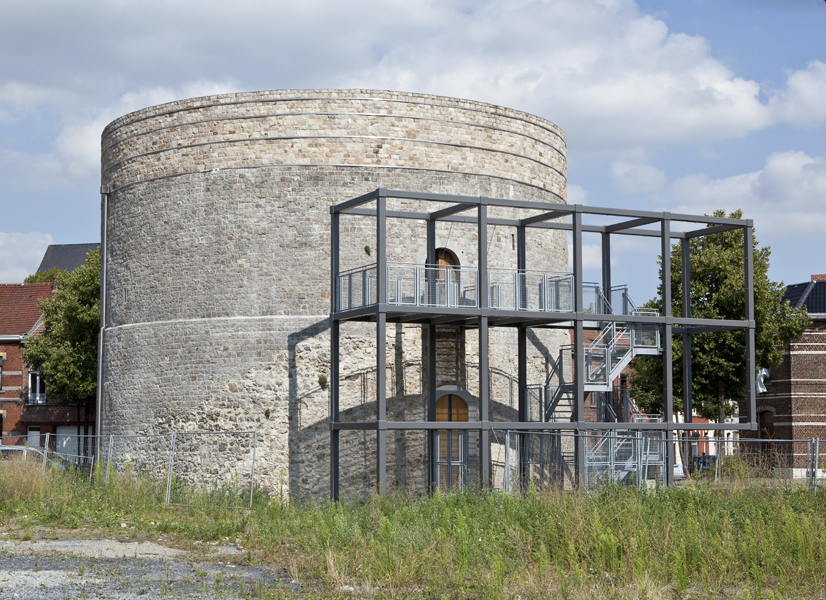
Tour valenciennoise à Mons

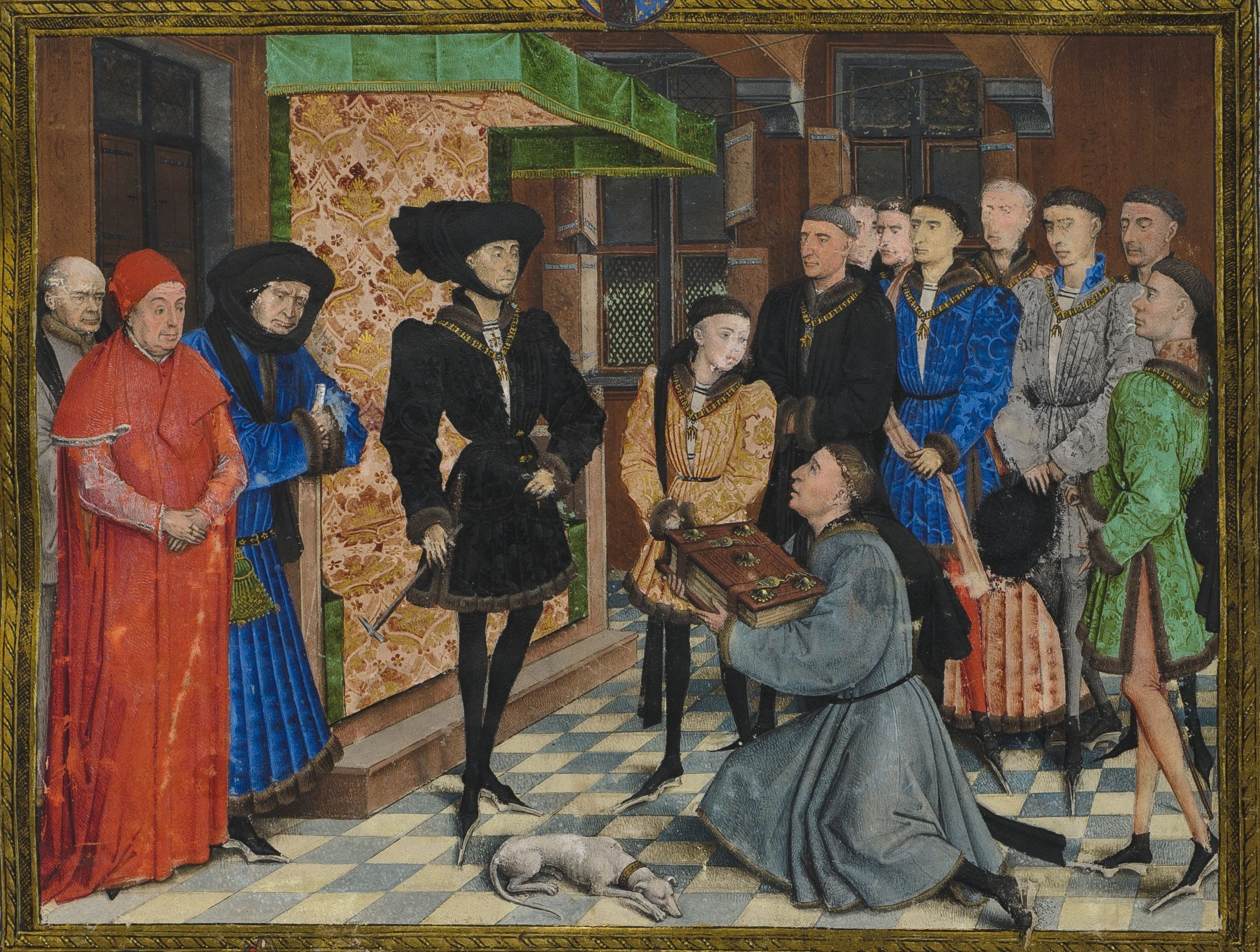
Rogier de La Pasture
Miniature de présentation dans les Chroniques de Hainaut de Jacques de Guise, traduit du latin par Jean Wauquelin, fol. 1. Mons et Bruxelles, 1447-1448. Bibliothèque royale de Belgique, Manuscrits, MS.9242.

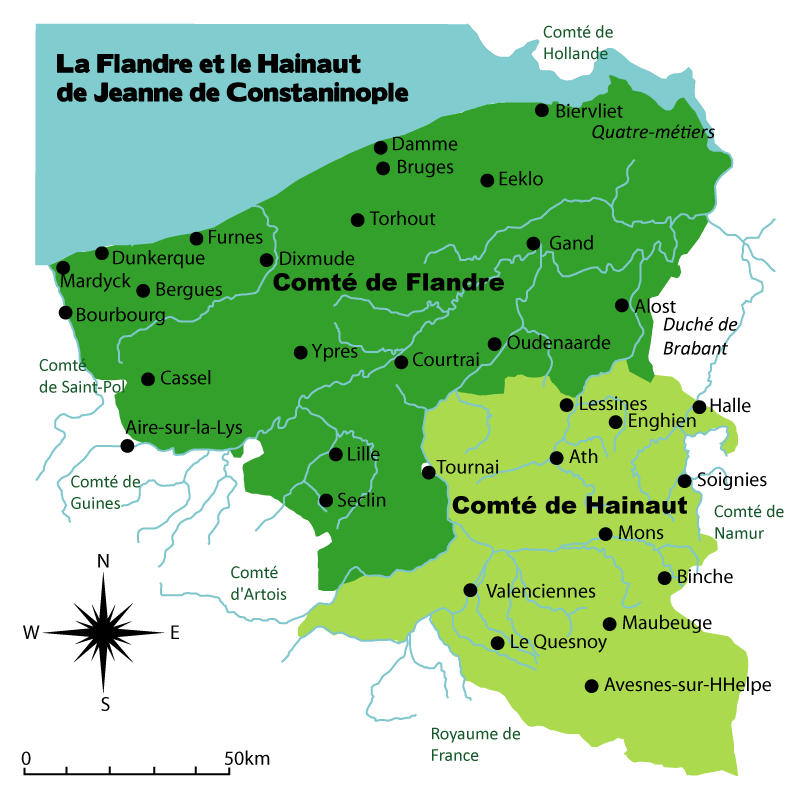
Carte des comtés de Flandre et de Hainaut sous la comtesse Jeanne de Constantinople (1200-1244)

En 1096, départ en croisade de Godefroid de Bouillon, accompagné de Baudouin II de Hainaut. Le comté passe à la maison de Flandre en 1051, mais ce n'est qu'en 1191 que les deux comtés de Flandre et de Hainaut sont unis. Ils sont à nouveau séparés en 1280, à la mort de Marguerite II de Flandre, et le Hainaut passe alors à la maison d'Avesnes, puis en 1345 à la maison de Bavière. En 1190 à la diète de Schwäbisch Hall, le comté de Namur est érigé en marche avec les comtés de Hainaut, La Roche et Durbuy, mais l'unité ne dure pas au-delà de 1195. En 1204, Baudouin VI de Hainaut est sacré premier empereur latin de Constantinople. L'année suivante, son frère, Henri Ier de Hainaut, lui succède. Philippe de Hainaut, dite aujourd’hui Philippa ou Philippine (24 juin ? 1310/1315 – peu avant le 14 août 1369, fut reine consort d'Angleterre, en tant qu'épouse du roi Édouard III d'Angleterre. En 1428, Jacqueline de Bavière est contrainte de reconnaître Philippe III le Bon, duc de Bourgogne, comme héritier, lequel réunit le Hainaut en 1433 aux Pays-Bas bourguignons.

### Les «Pays-Bas»
Ceux-ci, passés à la Maison d'Autriche à la mort de Marie de Bourgogne en 1482, deviennent en 1549 à l'initiative de Charles Quint les Pays-Bas espagnols, puis en 1581 les Pays-Bas du sud. Entre 1659 (traité des Pyrénées) et 1678 (traité de Nimègue), la partie sud du Hainaut est conquise par Louis XIV et rattachée à la France. En 1713, par le traité d'Utrecht, les Pays-Bas du sud reviennent aux Habsbourg d'Autriche, d'où leur dénomination dès lors de Pays-Bas autrichiens. Les cartes du XVIIIe siècle distinguent le « Hainaut Français » et le « Hainaut Autrichien ». En 1795, le Hainaut Autrichien est conquis par les armées de la République française, qui en font le département de Jemappes, et en 1815 le congrès de Vienne le donne au royaume uni des Pays-Bas. En 1830, la Belgique se soulève, et le traité de Londres de 1839 attribue le Hainaut (le nord de l'ancien comté) au nouveau royaume, où il devient la province de Hainaut.
Voir aussi : Liste des comtes de Hainaut

## Organisation administrative

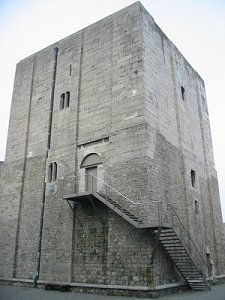
La tour Burbant est construite vers 1166, afin de servir de base pour défendre la frontière nord du Hainaut

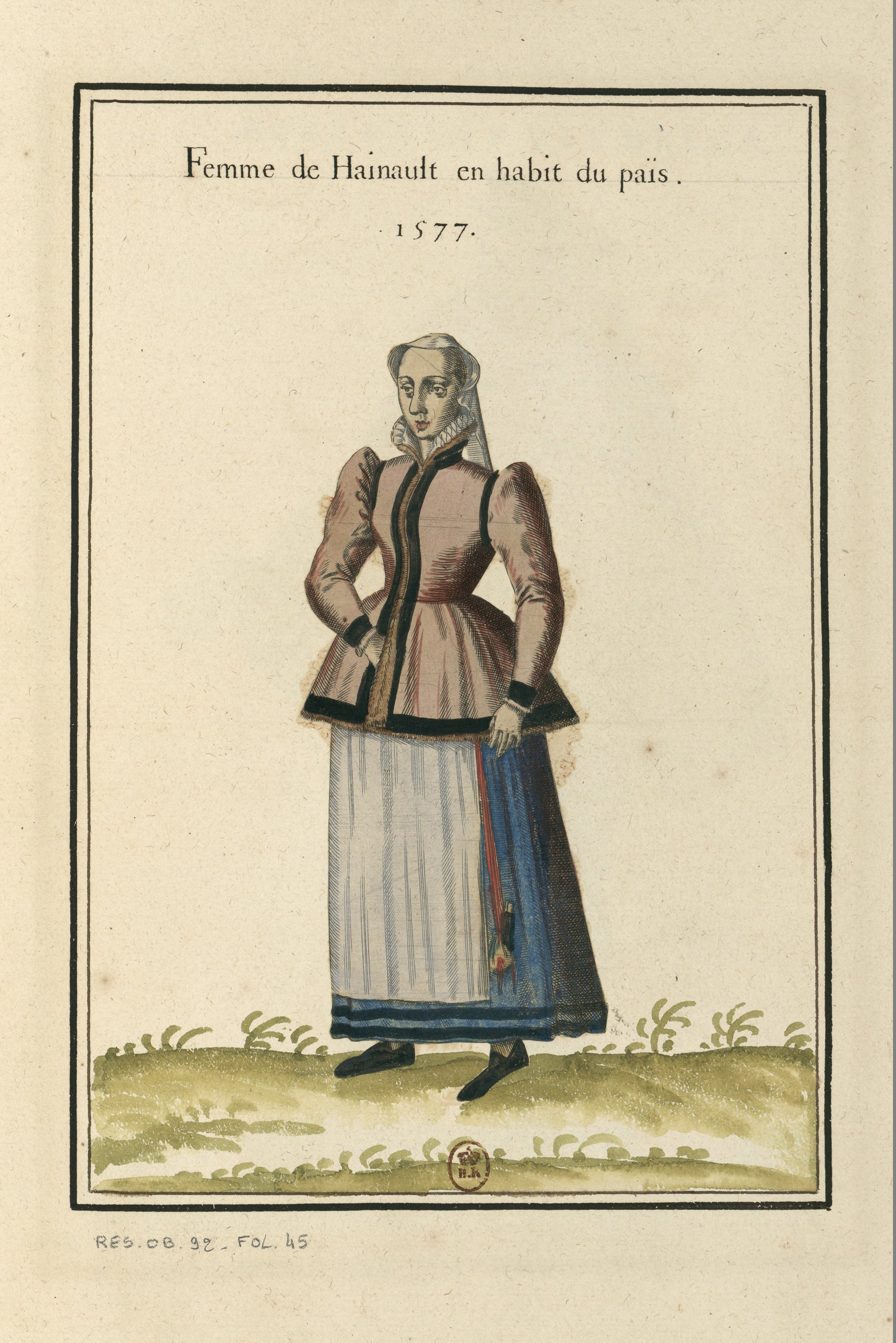
Femme du Hainaut en 1577

### Le comté de Hainaut
Le comté de Hainaut était divisé en :
- bailliage d'Enghien (Enghien)
- bailliage de Flobecq-Lessines (Lessines, Flobecq)
- bailliage du Rœulx (Le Rœulx, Saint-Vaast)
- bailliage de Soignies
- châtellenie d'Ath (Ath, Leuze-en-Hainaut, Belœil, Péruwelz)
- châtellenie de Bouchain (Bouchain, Lallaing)
- châtellenie de Braine-le-Comte (Braine-le-Comte, Braine-le-Château, Steenkerque)
- prévôté de Bavay (Bavay)
- prévôté de Beaumont (Beaumont)
- prévôté de Binche (Binche, Grand-Reng, Merbes-le-Château, Carnières, Fontaine-l'Évêque, Mariemont)
- prévôté de Chimay (Chimay)
- prévôté de Maubeuge (Maubeuge, Malplaquet, Wattignies)
- prévôté de Mons (Mons, Chièvres, Hautrage, Jemappes, Saint-Ghislain, Boussu, Soignies, Saint-Denis, Quiévrain, Hal)
- prévôté du Quesnoy (Le Quesnoy, Solesmes, Berlaimont, Maroilles)
- prévôté de Valenciennes (Valenciennes, Condé-sur-l'Escaut, Famars, Denain, Neuville-sur-Escaut)
- terre d'Avesnes (Avesnes-sur-Helpe)
- terre de Landrecies (Landrecies)

#### La prévôté de Mons
Ce territoire comprend
- huit villes : Mons, Soignies, Beaumont, Saint-Ghislain, Lessines, Chièvres, Hal et le Rœulx,
- 91 bourgs ou villages

## Curiosité
Les Comtes de Hainaut avaient pour coutume de prêter le serment d'honneur sur les reliques de saint-Vincent à Soignies ce qui en faisait des « avoués de saint-Vincent ».
On trouve dans les registres matricules de l'Université de Cracovie en 1526, la mention : « Arnoldus Caussin de Ath ex Hanoniensi Comitatu, Iusquin [des Prés] magnus musicus discipulus ». Né en 1510, Arnold Caussin, musicien et compositeur de la Renaissance a été étudiant à l'Université de Cracovie.

## Source
- Louis Charles Dezobry et Théodore Bachelet, Dictionnaire de Biographie et d’Histoire, Paris, 1863 [détail de l’édition]
- Georges Bohy, Hainaut ou l'épopée d'un peuple, Mons, 1971.